# Naugawan Sadat
Naugawan Sadat es un pueblo y nagar Panchayat situado en el distrito de Amroha en el estado de Uttar Pradesh (India). Su población es de 32954 habitantes (2011). 

## Demografía
Según el  censo de 2001 la población de Naugawan Sadat era de 27075 habitantes, de los cuales el 52% eran hombres y el 48% eran mujeres. Naugawan Sadat tiene una tasa media de alfabetización del 84%, superior a la media nacional del 59,5%: la alfabetización masculina es del 91%, y la alfabetización femenina del 51%.